# Gerard Martín Langreo
Gerard Martín Langreo (Esplugues de Llobregat, 26 de febrer de 2002) és un futbolista català que juga com a lateral esquerre al FC Barcelona.

## Biografia
Martín es va traslladar amb la seva família a Sant Andreu de la Barca, als cinc anys. Martín actua principalment com a defensa i ha estat qualificat de "molt fiable en el marcatge i en el joc aeri".
El 2023, Martín va fitxar pel Barcelona Atlètic, on va ser qualificat com "un dels jugadors defensius clau".
Va debutar en partit oficial amb el primer equip del Barça el 17 d'agost de 2024 en jugar en la primera jornada de lliga contra el València CF a l'estadi de Mestalla.
Va jugar com a titular en la final de la Copa del Rei 2024-25 que el Barça va guanyar al Madrid per 3-2, a l'Estadi de La Cartuja de Sevilla.

## Palmarès

### FC Barcelona
- 1 Supercopa d'Espanya: 2025[8]
- 1 Copa del Rei: 2024–25[6][9]
- 1 Lliga espanyola: 2024-25